# Arrojadoa pusilliflora
Arrojadoa pusilliflora es una especie de planta suculenta perteneciente al género Cipocereus, dentro de la familia Cactaceae. Es endémica del sudeste de Brasil (concretamente en el estado de Minas Gerais, al oeste de Serra Geral).

## Descripción

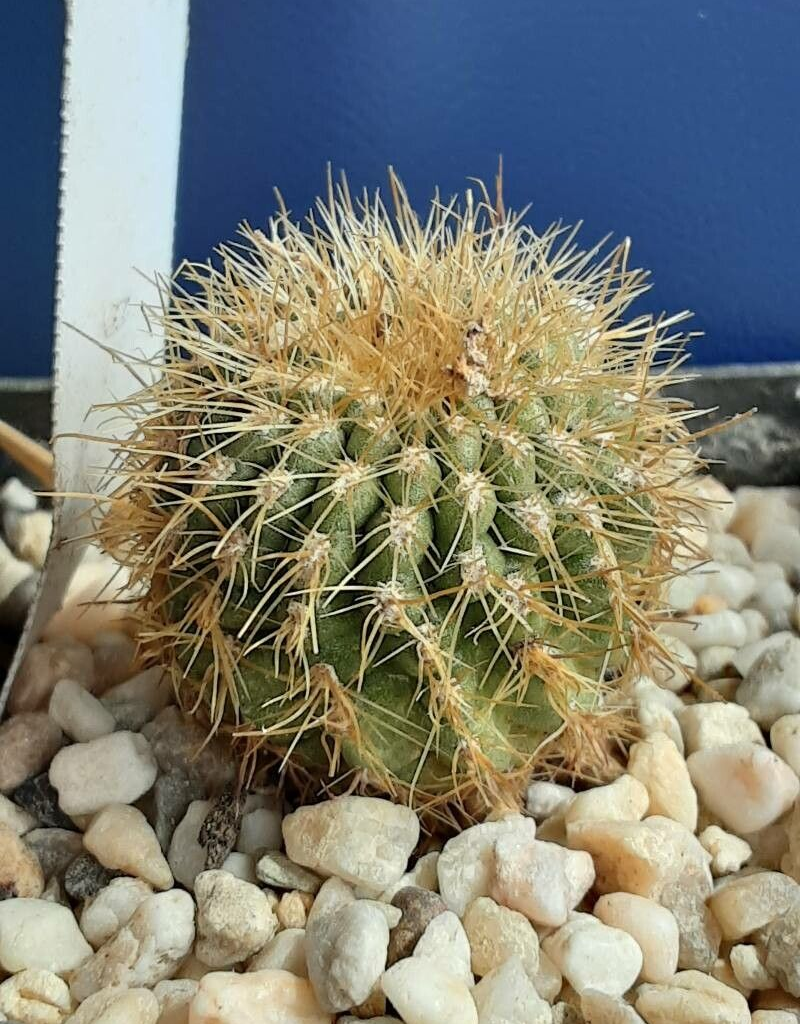
Cultivo en maceta

Arrojadoa pusilliflora es una especie de cactus que crece como un arbusto de brotes verdes, que pueden ser verticales o semipostrados. Alcanza alturas de 30 a 50 cm y diámetros de 4 a 5 cm. 
Presenta de 14 a 18 costillas romas que tienen poca o ninguna muesca. En ellas se asientan areolascubiertas de lana marrón, con espinas rectas parecidas a agujas. Entre ellas se distinguen de 2 a 4 espinas centrales de 1 a 2 cm de largo, que sobresalen y suelen estar dispuestas en forma transversal. También hay de 10 a 12 espinas marginales que miden de 0,3 a 0,6 mm de largo.

Las flores son casi verticales y aparecen cerca de las puntas de los tallos, midiendo hasta 1,6 cm de largo. Su tubo floral es rosado y sus brácteas son blancas. Los frutos son esféricos y alcanzan un diámetro de 0,6 a 1,3 cm.

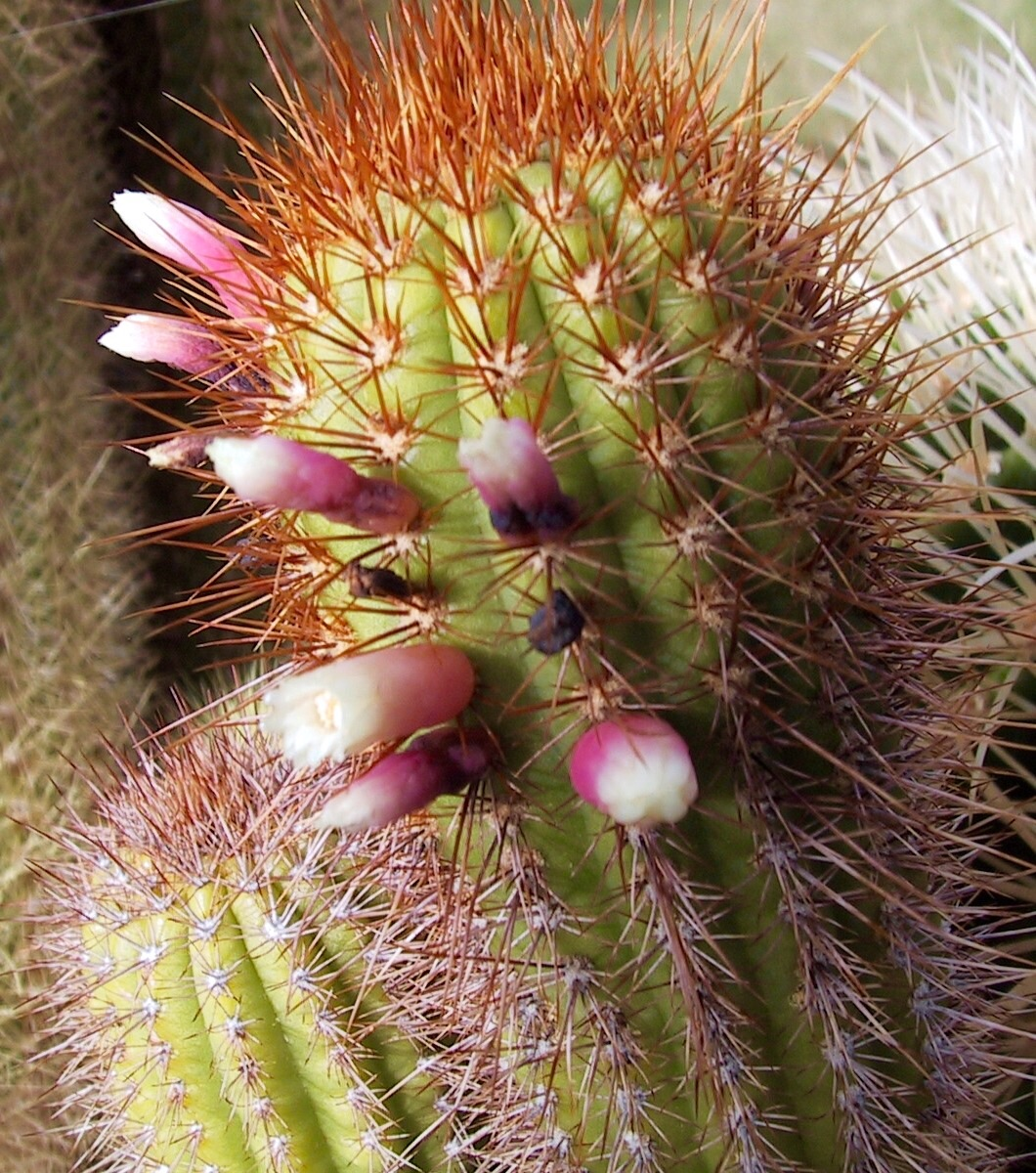
Tallo repleto de flores

## Distribución y hábitat
El área de distribución nativa de esta especie es el sudeste de Brasil (concretamente en el estado de Minas Gerais, al oeste de Serra Geral) y crece principalmente en el bioma tropical estacionalmente seco.
Habita sobre cornisas de rocas cristalinas y acantilados, a altitudes de 800 a 1.000 metros sobre el nivel del mar.

## Taxonomía
La primera descripción de esta especie fue como Floribunda pusilliflora, publicada en 1979 por el botánico alemán Friedrich Ritter en el libro Kakteen in Südamerika 1: 58.
Más tarde, el botánico británico Nigel Paul Taylor trasladó la especie al género Arrojadoa, por lo que pasó a llamarse Arrojadoa pusilliflora. Registró estos cambios en la revista científica Annals of Botany. Oxford 132: 1002, publicada en 2023.
Etimología
- Arrojadoa: nombre genérico que fue otorgado en honor al brasileño Miguel Arrojado Lisboa, superintendente de los Ferrocarriles de Brasil en la época en que Britton y Rose describieron el género en 1920.
- pusilliflora: epíteto específico que deriva de las palabras latinas pusillus (que significa 'pequeño') y florus (que significa 'florecido'), haciendo referencia a que la especie produce flores pequeñas.[6]

## Estado de conservación
En la Lista Roja de Especies Amenazadas de la UICN, la especie está clasificada como "En Peligro Crítico (CR)”.

## Usos
Se cultiva principalmente como planta ornamental y su propagación se realiza a través de esquejes o semillas.